# Rahul Bheke
Rahul Bheke (Mumbai, 6 dicembre 1990) è un calciatore indiano, difensore del Bengaluru.

## Carriera

### Club
Ha giocato nella prima divisione indiana. Con la sua rete contro l'Al-Quwa Al-Jawiya l'11 aprile 2022 è diventato il primo calciatore indiano a segnare nell'AFC Champions League.

### Nazionale
Nel 2019 ha esordito in nazionale.
Nel 2023 ha partecipato alla Coppa d'Asia.

## Statistiche

### Cronologia presenze e reti in nazionale
| Cronologia completa delle presenze e delle reti in nazionale ― India | Cronologia completa delle presenze e delle reti in nazionale ― India | Cronologia completa delle presenze e delle reti in nazionale ― India | Cronologia completa delle presenze e delle reti in nazionale ― India | Cronologia completa delle presenze e delle reti in nazionale ― India | Cronologia completa delle presenze e delle reti in nazionale ― India | Cronologia completa delle presenze e delle reti in nazionale ― India | Cronologia completa delle presenze e delle reti in nazionale ― India |
| Data                                                                 | Città                                                                | In casa                                                              | Risultato                                                            | Ospiti                                                               | Competizione                                                         | Reti                                                                 | Note                                                                 |
| -------------------------------------------------------------------- | -------------------------------------------------------------------- | -------------------------------------------------------------------- | -------------------------------------------------------------------- | -------------------------------------------------------------------- | -------------------------------------------------------------------- | -------------------------------------------------------------------- | -------------------------------------------------------------------- |
| 5-6-2019                                                             | Buriram                                                              | Curaçao                                                              | 3 – 1                                                                | India                                                                | King's Cup 2019 - Semifinale                                         | -                                                                    | 89’                                                                  |
| 8-6-2019                                                             | Buriram                                                              | Thailandia                                                           | 0 – 1                                                                | India                                                                | King's Cup 2019 - Finale terzo e quarto posto                        | -                                                                    |                                                                      |
| 7-7-2019                                                             | Ahmedabad                                                            | India                                                                | 2 – 4                                                                | Tagikistan                                                           | Intercontinental Cup 2019 - 1º turno                                 | -                                                                    |                                                                      |
| 13-7-2019                                                            | Ahmedabad                                                            | India                                                                | 2 – 5                                                                | Corea del Nord                                                       | Intercontinental Cup 2019 - 1º turno                                 | -                                                                    | 71’                                                                  |
| 16-7-2019                                                            | Ahmedabad                                                            | India                                                                | 1 – 1                                                                | Siria                                                                | Intercontinental Cup 2019 - 1º turno                                 | -                                                                    |                                                                      |
| 5-9-2019                                                             | Guwahati                                                             | India                                                                | 1 – 2                                                                | Oman                                                                 | Qual. Mondiali 2022                                                  | -                                                                    |                                                                      |
| 10-9-2019                                                            | Doha                                                                 | Qatar                                                                | 0 – 0                                                                | India                                                                | Qual. Mondiali 2022                                                  | -                                                                    |                                                                      |
| 15-10-2019                                                           | Calcutta                                                             | India                                                                | 1 – 1                                                                | Bangladesh                                                           | Qual. Mondiali 2022                                                  | -                                                                    |                                                                      |
| 14-11-2019                                                           | Dušanbe                                                              | Afghanistan                                                          | 1 – 1                                                                | India                                                                | Qual. Mondiali 2022                                                  | -                                                                    |                                                                      |
| 19-11-2019                                                           | Mascate                                                              | Oman                                                                 | 1 – 0                                                                | India                                                                | Qual. Mondiali 2022                                                  | -                                                                    | 67’                                                                  |
| 3-6-2021                                                             | Doha                                                                 | India                                                                | 0 – 1                                                                | Qatar                                                                | Qual. Mondiali 2022                                                  | -                                                                    | 9’ 17’                                                               |
| 15-6-2021                                                            | Doha                                                                 | India                                                                | 1 – 1                                                                | Afghanistan                                                          | Qual. Mondiali 2022                                                  | -                                                                    |                                                                      |
| 2-9-2021                                                             | Katmandu                                                             | Nepal                                                                | 1 – 1                                                                | India                                                                | Amichevole                                                           | -                                                                    |                                                                      |
| 4-10-2021                                                            | Malé                                                                 | Bangladesh                                                           | 1 – 1                                                                | India                                                                | SAFF Championship 2021 - 1º turno                                    | -                                                                    |                                                                      |
| 7-10-2021                                                            | Malé                                                                 | India                                                                | 0 – 0                                                                | Sri Lanka                                                            | SAFF Championship 2021 - 1º turno                                    | -                                                                    |                                                                      |
| 10-10-2021                                                           | Malé                                                                 | Nepal                                                                | 0 – 1                                                                | India                                                                | SAFF Championship 2021 - 1º turno                                    | -                                                                    |                                                                      |
| 13-10-2021                                                           | Malé                                                                 | India                                                                | 3 – 1                                                                | Maldive                                                              | SAFF Championship 2021 - 1º turno                                    | -                                                                    | 23’                                                                  |
| 16-10-2021                                                           | Malé                                                                 | India                                                                | 3 – 0                                                                | Nepal                                                                | SAFF Championship 2021 - Finale                                      | -                                                                    |                                                                      |
| 23-3-2022                                                            | Al Muharraq                                                          | Bahrein                                                              | 2 – 1                                                                | India                                                                | Amichevole                                                           | 1                                                                    |                                                                      |
| 22-3-2023                                                            | Imphal                                                               | India                                                                | 1 – 0                                                                | Birmania                                                             | Amichevole                                                           | -                                                                    |                                                                      |
| 15-6-2023                                                            | Bhubaneswar                                                          | India                                                                | 0 – 0                                                                | Libano                                                               | Coppa Intercontinentale 2023 - 1º turno                              | -                                                                    | 77’                                                                  |
| 24-6-2023                                                            | Bengaluru                                                            | Nepal                                                                | 0 – 2                                                                | India                                                                | SAFF Championship 2023 - 1º turno                                    | -                                                                    | 65’                                                                  |
| 16-11-2023                                                           | Al Kuwait                                                            | Kuwait                                                               | 0 – 1                                                                | India                                                                | Qual. Mondiali 2026                                                  | -                                                                    |                                                                      |
| 21-11-2023                                                           | Bhubaneswar                                                          | India                                                                | 0 – 3                                                                | Qatar                                                                | Qual. Mondiali 2026                                                  | -                                                                    |                                                                      |
| 13-1-2024                                                            | Al Rayyan                                                            | Australia                                                            | 2 – 0                                                                | India                                                                | Coppa d'Asia 2023 - 1º turno                                         | -                                                                    |                                                                      |
| 18-1-2024                                                            | Al Rayyan                                                            | India                                                                | 0 – 3                                                                | Uzbekistan                                                           | Coppa d'Asia 2023 - 1º turno                                         | -                                                                    |                                                                      |
| 23-1-2024                                                            | Al Khawr                                                             | Siria                                                                | 1 – 0                                                                | India                                                                | Coppa d'Asia 2023 - 1º turno                                         | -                                                                    | 2’                                                                   |
| 21-3-2024                                                            | Khamis Mushait                                                       | Afghanistan                                                          | 0 – 0                                                                | India                                                                | Qual. Mondiali 2026                                                  | -                                                                    |                                                                      |
| 26-3-2024                                                            | Guwahati                                                             | India                                                                | 1 – 2                                                                | Afghanistan                                                          | Qual. Mondiali 2026                                                  | -                                                                    | 43’                                                                  |
| 6-6-2024                                                             | Calcutta                                                             | India                                                                | 0 – 0                                                                | Kuwait                                                               | Qual. Mondiali 2026                                                  | -                                                                    |                                                                      |
| 11-6-2024                                                            | Al Rayyan                                                            | Qatar                                                                | 2 – 1                                                                | India                                                                | Qual. Mondiali 2026                                                  | -                                                                    | 90+1’                                                                |
| 3-9-2024                                                             | Hyderabad                                                            | India                                                                | 0 – 0                                                                | Mauritius                                                            | Coppa Intercontinentale 2024 - 1º turno                              | -                                                                    | Cap.                                                                 |
| 9-9-2024                                                             | Hyderabad                                                            | India                                                                | 0 – 3                                                                | Siria                                                                | Coppa Intercontinentale 2024 - 1º turno                              | -                                                                    |                                                                      |
| 12-10-2024                                                           | Nam Dinh                                                             | Vietnam                                                              | 1 – 1                                                                | India                                                                | Amichevole                                                           | -                                                                    |                                                                      |
| 18-11-2024                                                           | Hyderabad                                                            | India                                                                | 1 – 1                                                                | Malaysia                                                             | Amichevole                                                           | 1                                                                    | 23’ 65’                                                              |
| 19-3-2025                                                            | Shillong                                                             | India                                                                | 3 – 0                                                                | Maldive                                                              | Amichevole                                                           | 1                                                                    |                                                                      |
| 25-3-2025                                                            | Calcutta                                                             | India                                                                | 0 – 0                                                                | Bangladesh                                                           | Qual. Coppa d'Asia 2027                                              | -                                                                    |                                                                      |
| 10-6-2025                                                            | Hong Kong                                                            | Hong Kong                                                            | 1 – 0                                                                | India                                                                | Qual. Coppa d'Asia 2027                                              | -                                                                    | 90+1’                                                                |
| Totale                                                               |                                                                      | Presenze                                                             | 38                                                                   |                                                                      | Reti                                                                 | 3                                                                    |                                                                      |

## Palmarès

### Club
- ISL Shield: 1

Mumbai City: 2022-2023
- Indian Super League: 1

Mumbai City: 2023-2024

### Nazionale
- SAFF Championship: 2

2021, 2023
- Coppa Intercontinentale (India): 1

2023